# Металлург (стадион, Каменское)
«Металлург» — стадион в Каменском, Украина. Входит в спортивный комплекс «Дзержинка». Домашняя арена футбольного клуба «Сталь» Каменское.

## История
С 1933 года по 2018 год стадион «Металлург» (в разное время носивший также названия «площадка Дворца культуры» и «Сталь») являлся домашним стадионом футбольного клуба «Сталь» Каменское.

## Реконструкция
В 2003 году была произведена реконструкция стадиона «Металлург», закуплен голландский газон, который не вымерзает на морозе. Также установлены пластиковые сидения, поливочная система и электронное табло.

## Проезд
От железнодорожного вокзала — маршруткой 30 до остановки «ул. Спортивная», от автовокзала — маршруткой 30 до остановки «ул. Спортивная» или маршрутками 4, 11, 22а, 22б до остановки «площадь Ленина», затем пересесть на маршрутку 25 и ехать до остановки «ул. Спортивная».